# Matka Boża Lipińska
Artykuł ten został zgłoszony do umieszczenia na stronie głównej w rubryce „Czy wiesz”.
Pomóż nam go sprawdzić: oceń zgłoszoną nominację.

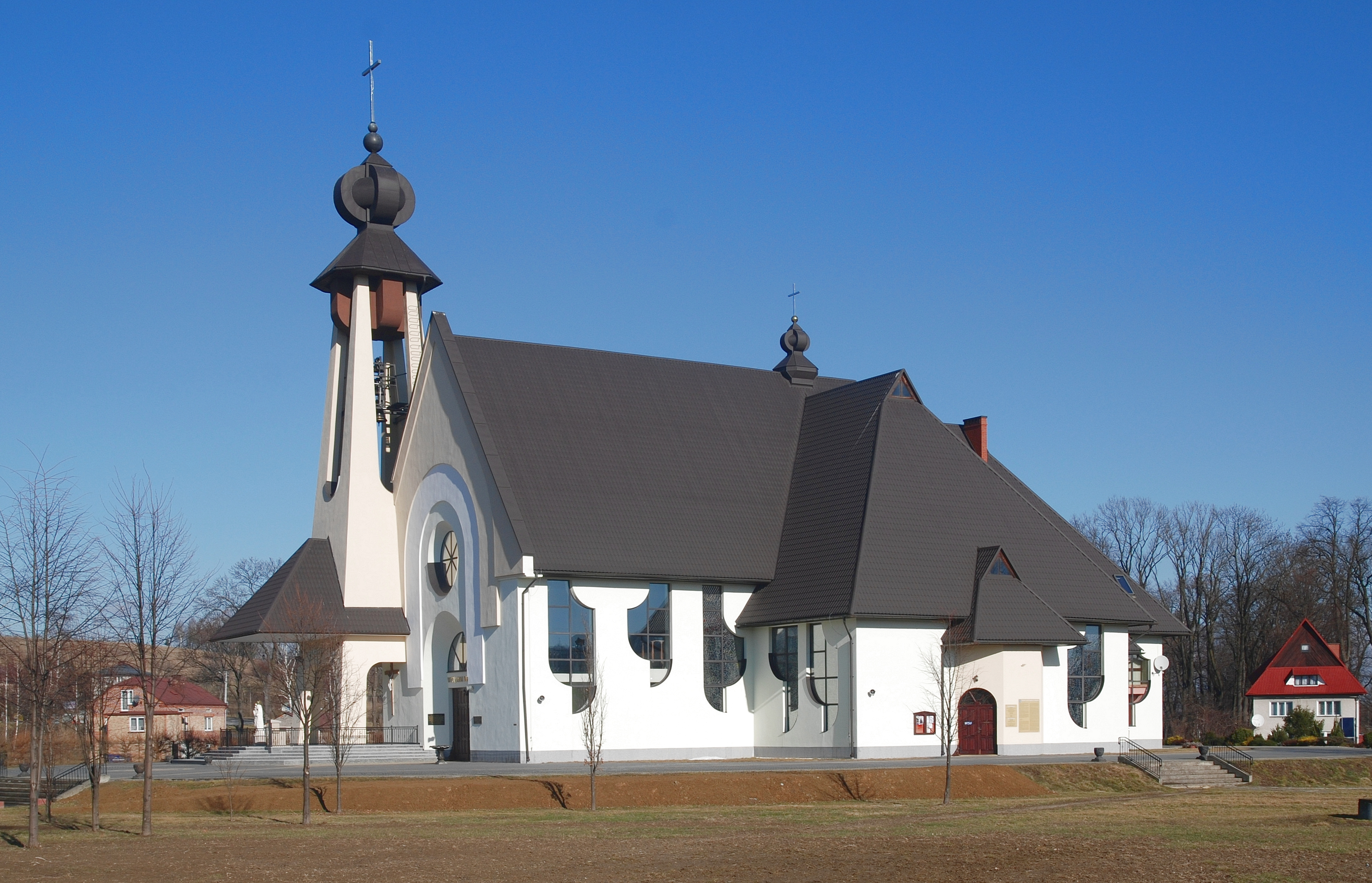
Sanktuarium NMP w Lipinkach, miejsce przechowywania cudownej figury.

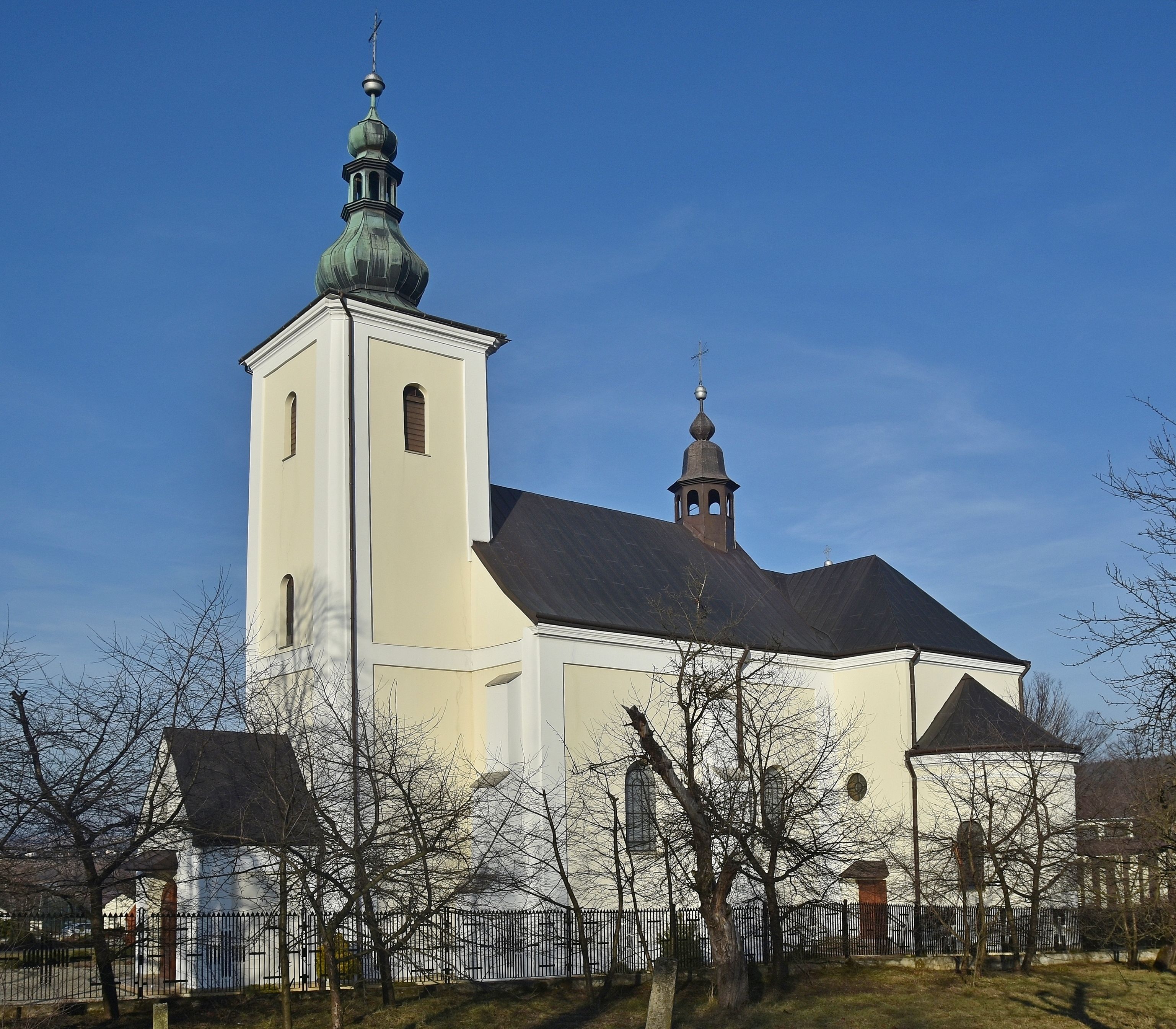
Kościół Wniebowzięcia NMP w Lipinkach, wcześniejsze miejsce przechowywania figury.

Herb gminy Lipinki – w centralnym jego miejscu Matka Boża Lipińska.

Matka Boża Lipińska (Matka Boża Wniebowzięta) – gotycka, drewniana rzeźba Matki Bożej z Dzieciątkiem Jezus znajdująca się w kościele sanktuaryjnym Wniebowzięcia NMP w Lipinkach w województwie małopolskim (koło Gorlic), wykonana w typie tzw. Pięknych Madonn.

## Historia
W sanktuarium Matki Bożej w Lipinkach znajduje się gotycka przyścienna rzeźba Matki Bożej z Dzieciątkiem o wysokości 121 cm z drewna lipowego, która prawdopodobnie była główną częścią jakiegoś tryptyku. Historia związana z figurą nazwaną Matką Bożą Lipińską nie jest do końca znana. Oryginał cudownej rzeźby Wniebowziętej Pięknej Madonny powstał na przełomie XIII i XIV w. (choć niektóre źródła datują figurę na koniec XIV w.). Pochodziła prawdopodobnie z warsztatów małopolskich (figura mogła powstać w Krakowie), jej autorem był artysta wysokiej klasy. Figura miała zostać zamówiona dla kościoła w Bieczu, a następnie przekazana do kościoła w Męcinie Wielkiej (wieś należąca do Biecza). Podczas najazdu króla Węgier Macieja Korwina, mieszkańcy uciekając z Męciny zebrali ze sobą figurę Maryi. Choć po czterech latach nastał pokój rzeźba została w Lipinkach; tu osiedlili się mieszkańcy Męciny gdyż cała wieś, łącznie z kościołem została całkowicie zniszczona.
Figura w Lipinkach została umieszczona w pierwszym drewnianym kościele św. Marcina ok. 1540 r. Od 1624 r. rzeźba Madonny została przeniesiona do nowego kościoła zbudowanego z kamienia na północnym krańcu wsi. Po 1780 r. przeniesiono ją do kolejnej nowej świątyni w Lipinkach pw. Wniebowzięcia NMP. W 1887 r. ufundowano do kościoła nową nastawę ołtarza głównego, wówczas usunięto figurę z ołtarza stwierdzając, że nie odpowiada barokowemu wystrojowi, co spotkało się ze sprzeciwem wiernych, dlatego figurę umieszczono w bocznym ołtarzu. W 1905 r. nowy proboszcz ks. Jan Szura widząc kult wiernych do Matki Bożej przeniósł figurę do dawnego skarbca kościelnego czyniąc z niego kaplicę maryjną. Po pożarze kościoła w 1912 r. odbudowano spaloną kaplicę ale pw. św. Barbary, figurę początkowo umieszczono tymczasowo w kaplicy, następnie trafiła do zakrystii i na strych. W 1933 r. ks. Kiełbicki umieścił rzeźbę NMP w kapliczce obok cmentarza. Dopiero tuż przed II wojną światową w 1939 r. umieszczona została ponownie w kościele. W 1972 r. kościół nawiedził pożar, oryginalna figura choć ratowana przez wikariusza bardzo ucierpiała. Na podstawie zachowanej dokumentacji cudowną rzeźbę Pięknej Madonny odtworzył (wykonał wierną kopię), w drewnie lipowym, rzeźbiarz Mieczysław Stobierski. Z tyłu figury (w wydrążeniu) umieszczono zachowane szczątki oryginału rzeźby. Obecnie cudowna figura Matki Bożej Wniebowziętej – Lipińskiej umieszczona jest w nowym kościele sanktuaryjnym w głównym ołtarzu (od 2005).

### Legendy o przybyciu figury
Istnieje kilka legend mówiących o przybyciu figury Maryi, które mówią o „ucieczce Matki Bożej z Węgier” (być może chodzi o okres wojen husyckich w XV w.). Według miejscowego przekazu figura miała pochodzić z Węgier, podczas podróży figury do Lipinek, rzeźba miała zostać zagrabiona przez mieszkańców Męciny Wielkiej ale mimo wszystko trafiła do Lipinek. Ludność Męciny chciała odzyskać figurę, po zabraniu figury na wóz woły uklękły i nie chciały ruszyć, dlatego statua Madonny pozostała w Lipinkach. Kolejne podanie mówi o tym, że figura przypłynęła do Lipinek wezbraną rzeką, zatrzymując się w rejonie pierwszego kościoła. Inna legenda podaje, że figura została wykradziona i przewieziona do lipińskiego kościoła przez polską ludność po przybyciu do Męciny Wołochów.

## Opis
Figura lipińska ukazuję Maryję jako Królową Wniebowziętą w postawie stojącej. W prawej ręce trzyma Dzieciątko Jezus a w lewej berło. Madonna Lipińska, podobnie jak inne Piękne Madonny, przedstawiona jest w kontrapoście. Maryja ubrana jest w złotą suknię oraz płaszcz, który z przodu układa się w duże łyżkowate fałdy, a po bokach opada rurkowatymi zwojami. Stopy jej zdobią małe średniowieczne pantofelki. Na jej głowie znajduje się korona, spod której opada na boki spiralnie skręcona staropolska nałęczka. Oblicze Maryi przypomina tutaj małopolski typ antropologiczny (szeroka twarz, gruba szyja, rysy regularne). Z twarzy bije królewski majestat, ale też piękno i dobroć. Maryja jest tu ukazana jako młoda kobieta w wieku 17–20 lat. W prawej ręce ukazane jest Dzieciątko Jezus, które jest nadzwyczaj małe, twarz Jezusa ma twarz osoby dorosłej. Jezus w obydwu rączkach trzyma kulę ziemską (jabłko królewskie).

## Kult Madonny
Kult do rzeźby Madonny Lipińskiej trwa od wieków. Już za cudowną była uznawana w Męcinie Wielkiej skąd przybyła do Lipinek. Powstające kościoły w Lipinkach pw. Wniebowzięcia NMP świadczą o kulcie figury. Ze względu na pożary (m.in. w 1657) akt parafialnych, nie są znane najstarsze dzieje kultu figury. Akta z 1608 r. po raz pierwszy wspominają figurę, dopiero wizytacje XVIII-wieczne podają dokładny opis tej figury i mówią, że jest uważana za łaskami słynącą. Wyliczone są także ozdoby rzeźby Madonny (sukienki srebrne, srebrna korona, berło) oraz wota dziękczynne w liczbie 40. Pod koniec XVIII w. kult do Matki Bożej z lipińskiej figury zaczął słabnąć, głównym powodem tego było zarządzenia systemu józefińskiego, zgodnie z którymi nielegalną stała się działalność wszystkich sanktuariów na terenie Galicji (z wyjątkiem Kobylanki). W związku z tymi zarządzeniami zostały też skonfiskowane z kościoła w Lipinkach m.in. z figury Matki Bożej srebrne sukienki, korony i wota gromadzone przez wiernych w ciągu stuleci. Drugim powodem osłabnięcia kultu był rozwój sanktuarium Pana Jezusa Ukrzyżowanego w pobliskiej Kobylance. W XIX i na początku XX w. kult nadal podupadał. Figura zmieniała miejsce w świątyni aż trafiła na strych a na końcu do kapliczki obok cmentarza.
1939 był rokiem przełomowym związanym z kultem figury, kiedy miejscowy rodak ks. Jan Patrzyk zainteresował się figurą i odkrył jej dawny kult. 8 grudnia 1939 r. figura Matki Boskiej wróciła do świątyni a w 1941 r. została poddana konserwacji oraz uroczyście wprowadzona do kościoła i umieszczona w głównym ołtarzu. Od tego czasu kult się rozwijał. W 1954 r. bp Jan Stepa podjął działania o koronacji Lipińskiej Pięknej Madonny. Jego następca bp tarnowski Jerzy Ablewicz po przedstawieniu stosownych dokumentów, otrzymał dekret od Stolicy Apostolskiej z dnia 13 lipca 1969 r. zezwalający na koronację. Przygotowania do koronacji przerwał pożar kościoła w styczniu 1972 r., który zniszczył m.in. cudowną figurę. Po rekonstrukcji figury Madonny, w jej wydrążenie wmontowano fragment oryginalnej figury, który udało się uratować z pożaru (zachowując ciągłość kultu). Koronacja odbyła się 17 sierpnia 1980 r., aktu koronacji papieskimi koronami dokonał biskup tarnowski Jerzy Ablewicz wraz z trzema biskupami pomocniczymi. W uroczystości wzięło udział 22 biskupów, około 800 księży, około 400 sióstr zakonnych i ok. 120 tys. wiernych. Wówczas parafia Lipinki należała do diecezji tarnowskiej, obecnie od 1992 do diecezji rzeszowskiej. Sanktuarium nie posiada dekretu erekcyjnego. W 1954 w Roku Jubileuszowym kościół lipiński posiadał statut sanktuarium maryjnego – jubileuszowego. W 1998 r. rozpoczęto budowę nowego kościoła – sanktuarium. 15 sierpnia 2005 r. podczas odpustu świątynia została konsekrowana przez bpa rzeszowskiego Kazimierza Górnego, wówczas łaskami słynąca figura została przeniesiona do nowego kościoła sanktuaryjnego i umieszczona w ołtarzu głównym.
Według tradycji już do Męciny a później do Lipinek mieli pielgrzymować licznie wierni m.in. ziemi bieckiej i gorlickiej oraz z Węgier i Słowacji. Jeszcze w XIX w. pielgrzymowali do Maryi z okolicznych miejscowości oraz m.in.: z Bączali, Sławęcina, Moszczenicy i Ropy oraz Tarnowa i Strzyżowa. Zasięg obecnego kultu obejmuje m.in. dekanaty: biecki, gorlicki, jasielski, a także część południową diecezji tarnowskiej. W 1867 r. zostało tu założone arcybractwo Niepokalanego Serca Maryi dla nawrócenia grzeszników. Ożywiony kultu (od 1939) wciąż trwa. Przy figurze Madonny znajduje się wiele wotów dziękczynnych. Od 1939 r. prowadzona jest Księga cudów i łask otrzymanych za przyczyną Lipińskiej Pani. Wierni śpiewają pieśni maryjne zwłaszcza do Madonny Lipińskiej, jedna z nich powstała w XVIII w., odnalazł ją ks. Patrzyk w 1939 r. i ułożył do niej kolejne zwrotki (liczy 7 zwrotek): „Witaj Pani niebieska, o Maryjo Lipińska, świadczysz wiele w tym kościele, Panno Maryjo...”. On też ułożył kolejne pieśni oraz wprowadził, dostosował pieśni śpiewane w pokrewnych sanktuariach maryjnych do lipińskiego sanktuarium (parafraza). Co roku odbywa się Wielki Odpust w dniach 14–17 sierpnia (centralny dzień to 15 sierpnia uroczystość Wniebowzięcia NMP) oraz Oktawa Chwały Maryi trwająca od 14 do 22 sierpnia. W wigilię centralnego dnia odpustowego tj. 14 sierpnia odbywa się uroczystość Zaśnięcia NMP. W każdą środę przed cudowną figurą odbywa się nieustająca nowenna do Matki Bożej Lipińskiej. Obecnie specyfiką kultu jest m.in. modlitwa przed cudowną figurą o trzeźwość oraz w intencji rolników. W herbie miejscowej gminy Lipinki (zatwierdzony 5 września 2004 r.) w centralnym miejscu umieszczona jest postać Matki Bożej Lipińskiej.